# Upper Yarra Reservoir
Upper Yarra Reservoir är en reservoar i Australien. Den ligger i delstaten Victoria, omkring 85 kilometer öster om delstatshuvudstaden Melbourne. Upper Yarra Reservoir ligger 357 meter över havet. Arean är 750 kvadratkilometer. Den sträcker sig 6,8 kilometer i nord-sydlig riktning, och 5,8 kilometer i öst-västlig riktning.
I omgivningarna runt Upper Yarra Reservoir växer i huvudsak städsegrön lövskog. Runt Upper Yarra Reservoir är det glesbefolkat, med 10 invånare per kvadratkilometer. Genomsnittlig årsnederbörd är 1 391 millimeter. Den regnigaste månaden är juni, med i genomsnitt 161 mm nederbörd, och den torraste är januari, med 57 mm nederbörd.